# Hipotenusa

Un triangle rectangle i la seva hipotenusa, h, i els seus catets, c_{1} i c₂.

La hipotenusa d'un triangle rectangle és el costat més llarg del triangle; el costat oposat a l'angle recte.
La longitud de la hipotenusa d'un triangle rectangle es pot trobar utilitzant el teorema de Pitàgores, que diu que el quadrat de la longitud de la hipotenusa és igual a la suma dels quadrats de les longituds dels altres dos costats.